# Arroyo Cabral
Arroyo Cabral es una localidad del departamento General San Martín, provincia de Córdoba, Argentina.
Está compuesta por 3193 habitantes y se encuentra situada sobre la RN 158, a 160 km de la Ciudad de Córdoba, aproximadamente.
Y A 10 km del Centro De La Ciudad De Villa María
El casco urbano se compone de 3193 Habitantes Conformando el Gran Villa María En El Sur De Las Sierras Grandes Y LA Intersección De La Pampa Árida y Las Sierras Grandes Del Sur

## Economía
La principal actividad económica de la zona es la agricultura seguida por ganadería, siendo los principales cultivos la soja, mani, maíz y el trigo. La producción láctea y el turismo también tienen relevancia en la economía local.
La población cuenta con un Parque Industrial de 10 has, donde se asientan varias industrias. También existe una Cooperativa Agrícola Ganadera y una Empresa Cerealera que generan la mayor cantidad de puestos de trabajo de la localidad, Conjuntamente con La Municipalidad y empresas que fabrican maní saborizado, un molino de harina de maíz y una planta extrusora de Soja, además de una importante cantidad de Contratistas Rurales y comercios e industrias Pymes que desarrollan una importante actividad económica en el pueblo.

## Salud
La localidad cuenta con el Hospital Municipal "Dr. Alfredo García" que presta sus funciones las 24 horas los 365 días del año con la atención de especialistas los cuales son de gran ayuda para los habitantes de la localidad y cuenta con dos camas frías para internación y una moderna Sala de Rayos. En cuanto a las atenciones sociales existe un Hogar de Ancianos, un Hogar de Día para la Tercera Edad, Un Taller de día para personas con discapacidad.

## Educación y Cultura
Las Instituciones Educativas de la población son: la Escuela Primaria "Dr. Dalmacio Vélez Sarsfield", El Instituto Secundario "San José" y el Jardín de Infantes "El Jilguerito", el CENMA "Manuel Anselmo Ocampo" Anexo Arroyo Cabral para jóvenes y adultos. 
Además está el Edificio Municipal en el cual se efectúan gran parte de las funciones administrativas y una casa de la cultura en la cual se desarrollan actividades varias, entre ellas la reciente creación de la Universidad Popular.

## Recreación
En lo recreativo y cultural la localidad tiene un predio Municipal con mesas y asadores, en el cual también se pueden realizar distintas disciplinas deportivas. Además a pocos km de distancia se encuentra la Laguna "El Mangrullo", también con comodidades para disfrutar plenamente de la pesca.

## Servicios
La Localidad también cuenta con excelente infraestructura por los Servicios de Gas Natural, provistos por una empresa privada y de Agua Corriente, Cloacas, Energía Eléctrica,y Televisión por Cable, provistos por una Cooperativa de Servicios Públicos. Existe una oficina de Correo Argentino y cuenta con red de Fibra Óptica e Internet.

## Clubes y Entidades
Sport Club Colón.,
Club Atlético y Biblioteca Rivadavia.,

Agrupación Gaucha José Quinteros.
En materia de seguridad la localidad cuenta con una Comisaría de Distrito, y un Cuerpo de Bomberos Voluntarios.

### Clima
El clima es templado con estación seca, registrándose una temperatura media anual de 25º aproximadamente. En invierno se registran temperaturas inferiores a 0º y superiores a 35º en verano.
El régimen anual de precipitaciones es de aproximadamente 800 mm.

## Parroquias de la Iglesia católica en Arroyo Cabral
| Diócesis  | Villa María |
| --------- | ----------- |
| Parroquia | San José    |